# Râul Purul
Râul Purul este un curs de apă, în județul Maramureș, afluent al râului Rotunda.  

## Hărți
- Harta județului Maramureș
- Harta muntii Gutâi  Arhivat în 4 martie 2016, la Wayback Machine.